# МіГ (компанія)
ВАТ «РСК „МіГ“» (повна назва Відкрите акціонерне товариство «Російська літакобудівна корпорація „МіГ“») — російська літакобудівна компанія, підприємство повного циклу, що об'єднує в собі всі аспекти конструювання, виготовлення, реалізації, обслуговування і ремонту літаків марки «МіГ». Штаб-квартира — в місті Москва.
До складу компанії входить колишнє Окреме конструкторське бюро заводу № 155 (ОКБ ім. А. І. Мікояна), головними конструкторами якого з моменту створення були Мікоян і Гуревич.

## Продукція

### Розробки під індексом «І»
- І-270, «Ж» — 1947
- І-320, «Р» — 1949
- І-350, «М» — 1951
- І-1, І-370 — 1955
- І-2 — 1956
- І-3, І-380 — 1956
- І-5
- І-7У — 1957
- І-20 — МіГ-1
- І-63 — МіГ-3
- І-310 — МіГ-15

### Розробки під індексом «МіГ»
- МіГ-1, І-20, І-200 (літак Полікарпова) — 1940.
- МіГ-3, І-63 — Перший виліт відбувся 29 жовтня 1940.
- МіГ-4, ПБШ-1
- МіГ-5, ДІС-200, 1942.
- МіГ-7, 1941
- МіГ-8 «Утка», 1945.
- МіГ-9, І-300, 1947.
- [МіГ-11], УТІ МіГ-9, І-301Т «ТФ», 1947
- МіГ-11, І-220, І-221, І-223, І-224, І-225, 1944.

- МіГ-13, І-250(Н), 1945
- МіГ-15, І-310, 1948.
- МіГ-17, І-330, СИ, СІ-16, 1954.
- МіГ-19, І-360, СМ-2, …, 1955.
- МіГ-21, 1960.
- МіГ-23, Е-8, МіГ-21М, 1960.
- МіГ-23, Е-23ІГ, 23/11, 1974.

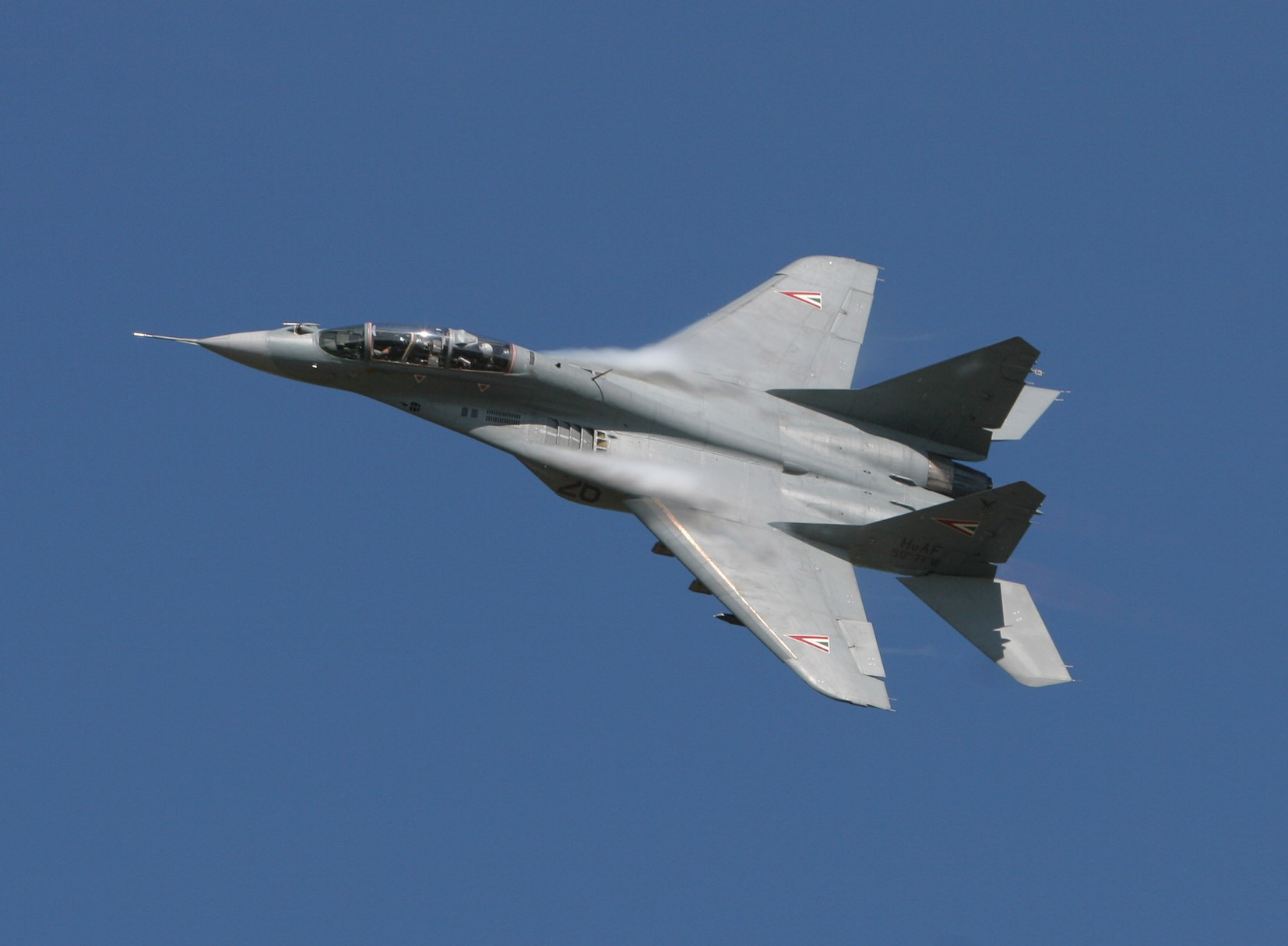
МіГ-29

- МіГ-25, Е-155, 1966. МіГ-25РБШ, 1980. МіГ-25РБФ, 1980.
- МіГ-27, 1973.
- МіГ-29, 1983.
- МіГ-31 — перший політ 16 вересня 1975 (МіГ-25МП) під керуванням льотчика-випробовувача А.Федотова.
- МіГ-35 — експортний варіант МіГ-29М2 (МіГ-29MRCA), 2005.
- МіГ-101, 1995.
- МіГ-105, 105.11, 105.12, 105.13 ЕПОС «Спіраль», 1965.
- МіГ-110, 1995.
- МіГ-121
- МіГ-АТ — «Advanced Trainer», 1992.
- МіГ-41 (ПАК ДП)-2028

### Поточні контракти
| Назва        | Кількість | Замовник                                                                   |
| ------------ | --------- | -------------------------------------------------------------------------- |
| МіГ-29Б      | 10        | ВПС Бірми                                                                  |
| МіГ-29СЭ     | 6         | ВПС Бірми                                                                  |
| МіГ-29К      | 29        | ВМС Індії                                                                  |
| МіГ-29М/М2 ? | 24        | Близький Схід, з самого початку Сирія, на даний момент контракт заморожено |
| МіГ-29К      | 24        | ВМФ РФ                                                                     |